# The Keynote Speaker
The Keynote Speaker is het vierde studioalbum van de Amerikaanse rapper U-God. Het kwam op 23 juli 2013. Aan het album werkte onder andere GZA, Method Man, Styles P, Inspectah Deck, Elzhi en Kool Keith mee.

## Tracklijst
| 1.                 | Vortex Of My Mind (Skit) (featuring Vivien Scarlett) |                         | 0:33 |
| 2.                 | Keynote Speaker                                      | Leaf Dog                | 2:03 |
| 3.                 | Heads Up (featuring Scotty Wotty & GZA)              | DJ Homocide             | 2:30 |
| 4.                 | Inferno (Skit)                                       |                         | 0:09 |
| 5.                 | Fire (featuring Scotty Wotty & Method Man)           | Steve Reaves            | 3:16 |
| 6.                 | Fame (featuring Styles P)                            | Leaf Dog                | 4:11 |
| 7.                 | Skyscraper                                           | DJ Homocide             | 2:12 |
| 8.                 | Heavyweight                                          | Teddy Powell            | 2:28 |
| 9.                 | Colossal Cosmos (Skit) (featuring Vivian Scarlett)   |                         | 0:29 |
| 10.                | Stars                                                | DJ Homocide             | 2:29 |
| 11.                | Golden Arms                                          | J. Serbe, J Reynoso Jr. | 3:01 |
| 12.                | Room Keep Spinning                                   | RZA                     | 3:48 |
| 13.                | Zilla                                                | DJ Homocide             | 2:49 |
| 14.                | Get Mine                                             | RZA                     | 2:38 |
| 15.                | Mt. Everest (featuring Inspectah Deck & Elzhi)       | Blastah Beatz           | 3:31 |
| 16.                | Tranzform                                            | DJ Homocide             | 3:12 |
| 17.                | Journey (featuring Kool Keith)                       | Teddy Powell            | 3:35 |
| 18.                | Be Right There                                       | RZA                     | 2:41 |
| 19.                | Days Of Glory                                        | Steve Reaves            | 2:58 |
| Totale duur: 48:33 |                                                      |                         |      |